# Correspondance littéraire secrète
La Correspondance littéraire secrète dite de Metra est un hebdomadaire clandestin imprimé édité par Louis-François Metra à Neuwied (Allemagne) du 2 janvier 1775 au 7 mars 1793.
Comparable à la Correspondance littéraire, philosophique et critique, la Correspondance littéraire secrète prenait comme elle la forme d’une lettre adressée à un lecteur étranger. Publiée à l’étranger, elle échappait à la censure ; sa franchise parfois un peu crue rencontrait un certain succès. C’est une source d’information importante sur le dernier quart du XVIIIe siècle français.
Certaines parties de ce journal furent reprises entre 1787 et 1790 dans la Correspondance secrète, politique et littéraire. Mais il ne faut pas confondre cet ouvrage, d’une extrême rareté, avec la Correspondance secrète, politique et littéraire assez commune.

## Collaborateurs
Guillaume Imbert envoyait de Paris les matériaux.
Grimod de La Reynière y a coopéré en 1787 et 1788. Alexandre Robineau y a collaboré également.